# Аналогија
Аналогија (грч. αναλογíα – подударање) је сличност или подударање у једној или више црта између различитих појава и система. У логици аналогија је извођење закључака на основу једног обележја о другом. У лингвистици то је начело правилности и закономерности, нпр. стварање изведених речи на основу постојећих комбинација и флексија. У књижевној критици односи се на разматрање и вредновање неког књижевног дела и појава на основу његових аналогија, тј. заједничких црта или додирних тачака с неким другим делом, делима или појавама. Као научни и критички метод у изучавању књижевности, аналогија је посебно значајна у компаративним разматрањима. 
У логици аналогија је такав облик посредног закључка код којег се полази од посебног или појединачног и закључује на посебном или појединачном по сличности. Ако су два предмета слична по неким особинама можемо закључити да су слична и у другим особинама. Овде нема гаранције за истинит закључни суд али је већа вероватноћа ако се упоређују битне особине или својства. Пример аналогијског закључка где нисмо сигурни у закључни суд:
Земља и Марс су у сунчевом систему. Обе су планете. На Земљи има живота и на Марсу има живота.
Аналогија има знатну улогу у решавању проблема као што су, одлучивање, перцепција, меморија, креативност, емоција, објашњавање и комуникација. Она је у основи елементарних задатака као што су идентификација места, објеката и људи, на пример, у препознавању лица и системима за препознавање лица. Тврди се да је аналогија „срж спознаје“. Специфични језик аналогије се састоји од давања примера, метафорa, поређења, алегорија, и парабола, али не и метонимија. 

## Аналогија у теологији
Аналогија (гр. αναλογια, лат. analogia, сразмер, сличност, саобразност) теолошка је метода по којој познање Бога јесте „саобразно са“ или „по мери“ његовог откривења подобно способности човека да прими откривење. Теолошко познање јесте аналогично познање, сразмерно, симетрично, одговарајуће духовном искуству. С једне стране, Бог, који је по својој суштини изнад сваке мере и односа, задржава свој апсолутно трансцендентни карактер, чак и у самом делу откривања. Анђели покривају своје лице пред престолом славе божије (Ис. 6, 2), што сугерише да је карактер божанске тајне неизмерив и необухватив. У своме откривању Бог повлачи своју божанску природу да би човеку оставио могућност познања. Само име „Бог“ више упућује на облике учешћа које он прихвата у односу са човеком, неголи на његову невидиву и неприступну природу. С друге стране, учешће у откривењу као предмету теолошког сазнања саобразно је са способношћу отварања ума, која се стиче светошћу у духу. „Недокучив по својој природи (Дух) може бити обухваћен својом добротом, испунивши све својом силом. Он је дарује само онима који су достојни, не подобно јединственој мери, него дарујући своје делање сразмерно вери." (Свети Василије Велики, 0 Светоме Духу, IX, 22, стр. 325-327).
Постоји: а) имитативна (подражавајућа) аналогија - нпр. икона која постоји у оригиналу, представља га не по природи, него по ипостаси; икона се разликује од оригинала као природа, а не као ипостас; и б) символична или фигуративна аналогија - која се може схватити двоструко: нпр. Закон Старога Завета јесте облик или праслика Еванђеља Новога Завета, док је благодат „икона“ Царства, као што је Недеља слика будућег века. Аналогија се може применити и у општем смислу: творевина је аналогија за Бога. Све се твари могу замислити као „иконе“ Творца. Исто тако, може се рећи даје Црква праслика (аналогија), антиципирани (предокушајни) знак Царства, или благодати тајни, предокушај будућих добара. Свети Григорије Палама наводи Светог Максима Исповедника, који је светлост Преображења Господњег назвао „символом теологије“ (божанства), у смислу да „нам се додељује по нашој мери, али да нас она усмерава ка још нечем вишем“ αναλογικως και ανναγωγικως - (0 Светој Светлости 21,. У расправи са Варлаамом Григорије Палама доказује да начин познања Бога кроз аналогију (или чак кроз негацију) има своје границе, јер полази од схоластичког начела да „не из онога што неко не познаје, него само од онога што познаје, познаје Бога као узрок створенога света"; односно, „можемо познати само негације ствари чије постојање познајемо“. Из те аналогије сличност и символ не исцрпљују садржај стварности на коју се односе, него указују на њен виши или аналогички смисао.